# 三宅博 (野球)
三宅 博（みやけ ひろし、1941年6月4日 - ）は、岡山県倉敷市出身の元プロ野球選手（内野手）、コーチ、スコアラー。

## 来歴・人物
岡山県立倉敷工業高等学校では甲子園に3回出場。2年生の時、1958年春の選抜にエース渡辺博文を擁し出場するが、2回戦（初戦）で立命館高に敗れる。翌1959年の春の選抜にも連続出場。1回戦で東邦高に大敗。同年夏の甲子園では2回戦で東北高に完封負け。1年下のチームメイトでは、エースの杉本喜久雄、一塁手の小橋優（国鉄）、右翼手の中村邦弘（大毎）がプロ入りしている。
1960年に大阪タイガースに入団。同年はウエスタン・リーグの盗塁王を獲得した。1963年には遊撃手、二塁手として18試合に先発出場。同年オフに背番号を34に変更し期待されたが、翌1964年に靭帯断裂の怪我をし、1965年に引退した。
引退後、会社員となり球界を離れていたが、1980年にコーチとしてタイガースに復帰。1982年からはスコアラーとなり、2006年に退団した。著書の中でセンスを持ったクセ盗みの名人として島野育夫、弘田澄男、ランディ・バース、和田豊の4名を挙げている。2007年、北京五輪野球日本代表チームのスコアラーとして招集された。
2011年1月からは岡山商科大学硬式野球部コーチとなり、スコアラー時代に培った相手チームの緻密なデータ分析もあり、2012年には同野球部を中国六大学野球春季リーグで12年ぶりの優勝に導いた。

## 詳細情報

### 年度別打撃成績
| 年 度     | 球 団     | 試 合 | 打 席 | 打 数 | 得 点 | 安 打 | 二 塁 打 | 三 塁 打 | 本 塁 打 | 塁 打 | 打 点 | 盗 塁 | 盗 塁 死 | 犠 打 | 犠 飛 | 四 球 | 敬 遠 | 死 球 | 三 振 | 併 殺 打 | 打 率 | 出 塁 率 | 長 打 率 | O P S |
| --------- | --------- | ----- | ----- | ----- | ----- | ----- | -------- | -------- | -------- | ----- | ----- | ----- | -------- | ----- | ----- | ----- | ----- | ----- | ----- | -------- | ----- | -------- | -------- | ----- |
| 1960      | 阪神      | 5     | 0     | 0     | 0     | 0     | 0        | 0        | 0        | 0     | 0     | 0     | 1        | 0     | 0     | 0     | 0     | 0     | 0     | 0        | ----  | ----     | ----     | ----  |
| 1961      | 阪神      | 10    | 5     | 5     | 1     | 0     | 0        | 0        | 0        | 0     | 0     | 0     | 0        | 0     | 0     | 0     | 0     | 0     | 2     | 0        | .000  | .000     | .000     | .000  |
| 1962      | 阪神      | 5     | 1     | 1     | 0     | 0     | 0        | 0        | 0        | 0     | 0     | 1     | 0        | 0     | 0     | 0     | 0     | 0     | 1     | 0        | .000  | .000     | .000     | .000  |
| 1963      | 阪神      | 26    | 54    | 47    | 7     | 12    | 4        | 0        | 0        | 16    | 0     | 1     | 0        | 4     | 0     | 3     | 0     | 0     | 4     | 0        | .255  | .300     | .340     | .640  |
| 通算：4年 | 通算：4年 | 46    | 60    | 53    | 8     | 12    | 4        | 0        | 0        | 16    | 0     | 2     | 1        | 4     | 0     | 3     | 0     | 0     | 7     | 0        | .226  | .268     | .302     | .570  |

### 背番号
- 52（1960年 - 1963年）
- 34（1964年 - 1965年）
- 75（1980年 - 1981年）

## 著書
- 『虎の007 スコアラー室から見た阪神タイガースの戦略』（角川マガジンズ、2012年）